# Minden idők legelképesztőbb sörfuvarja
A Minden idők legelképesztőbb sörfuvarja (eredeti cím: The Greatest Beer Run Ever) 2022-ben bemutatott amerikai háborús életrajzi filmvígjáték, melyet Peter Farrelly írt és rendezett. A forgatókönyv alapjául Chick Donohue és Joanna Molloy The Greatest Beer Run Ever című könyve szolgált. A főbb szerepekben Zac Efron és Russell Crowe látható.
Világpremierje a 2022-es Torontói Nemzetközi Filmfesztiválon volt, 2022. szeptember 13-án. Az Amerikai Egyesült Államokban korlátozott számú moziban szeptember 23-án mutatták be. Az Apple TV+ szeptember 30-tól tette elérhetővé. A film általánosságban negatív kritikákat kapott.

## Cselekmény
1968-ban John “Chickie” Donohue veterán tengerészgyalogos. New York Inwood városrészében él szülei házában és nagyrészt semmittevéssel üti el idejét. Húga, Christine ellenzi a vietnámi háborút. Amikor Chickie gyerekkori barátja, Johnny életét veszti a háborúban, egy másik barátját, Tommyt pedig eltűntnek nyilvánítják, a férfi merész tervet eszel ki: egy amerikai sörökkel teli sporttáskával Saigonba utazik, hogy sört vigyen a fronton szolgáló barátainak.

## Szereplők
- Zac Efron – John "Chickie" Donohue
- Russell Crowe – Arthur Coates
- Jake Picking – Rick Duggan
- Kyle Allen – Bobby Pappas
- Will Ropp as Kevin McLoone
- Archie Renaux as Tommy Collins
- Will Hochman – Tommy Minogue
- Matt Cook – Habershaw hadnagy
- Kevin K. Tran – Hieu 'Oklahoma'
- Ruby Ashbourne Serkis – Christine Donahue
- Bill Murray – Az ezredes
- Christopher Reed Brown – Noodle
- Joe Adler – Red
- Macgregor Arney – Brendon
- Hal Cumpston – Leary
- Kristin Carey – Mrs. Minogue
- Paul Adelstein – Mr. Donahue
- Shirleyann Kaladjian as Mrs. Donahue
- Omari K. Chancellor – Erickson
- Goya Robles – Almeida

## Bemutató és fogadtatás
Elsőként a 2022-es Torontói Nemzetközi Filmfesztiválon mutatták be, 2022. szeptember 13-án. Az Amerikai Egyesült Államokban szeptember 23-ától bekorlátozott számú moziban tűzték műsorra. Az Apple TV+ szeptember 30-tól vált elérhetővé.
A film összességében vegyes, illetve rossz kritikákat kapott. A Rotten Tomatoes 124 kritikus véleményét összegezve 43%-ra értékelte. A szöveges összefoglaló szerint „Távolról sem mámorító: a Minden idők legelképesztőbb sörfuvarja egy szórakoztató tényeken alapuló történetet állott, íztelen főzetté redukál.” Ennek ellenére az Egyesült Államokban szeptember 28. és október 5. között a 10. legnépszerűbb lett a streamingelt filmek, illetve tévéműsorok sorában.
John Kerry, volt amerikai külügyminiszter és vietnámi háborús veterán a The Boston Globe-ba írt véleménycikkében támogatta a filmet.

## Fordítás
- Ez a szócikk részben vagy egészben  a   The Greatest Beer Run Ever című angol Wikipédia-szócikk ezen változatának fordításán alapul.  Az eredeti cikk szerkesztőit annak laptörténete sorolja fel. Ez a jelzés csupán a megfogalmazás eredetét és a szerzői jogokat jelzi, nem szolgál a cikkben szereplő információk forrásmegjelöléseként.